# Kelmscott Senior High School
Pour les articles homonymes, voir Kelmscott.
 (octobre 2016).
Kelmscott Senior High School est un lycée de co-éducation public en Australie-Occidentale. L'école est située sur la Route de Cammillo dans la banlieue de Kelmscott.
L'école a été créée en 1973 et est idéale pour les étudiants de la 7e à la 12e année.
L'école compte 1560 étudiants en 2007, puis 1562 en 2008, 1573 en 2009, et est tombé à 1379 en 2010 puis à 1439 en 2011. La chute du nombre d'étudiants à partir de 2010 est le résultat de l'âge de scolarisation qui est en train de changer pour les élèves entrant au lycée en Australie-Occidentale.
L'école a remporté le bouclier Kim Hughes grâce à son équipe lycéenne de cricket dans l'Ouest de l'Australie en 1987. Les filles de l'équipe de cricket ont également remporté la compétition Super 8 en 2002, 2003 et de 2005 à 2008.